# Mycetina humerosignata
Mycetina humerosignata is een keversoort uit de familie zwamkevers (Endomychidae). De wetenschappelijke naam van de soort werd in 1968 gepubliceerd door Takehiko Nakane.